# India vasúti közlekedése
Az indiai vasút története 1853-ban kezdődött, ekkor 34 kilométer pálya készült el. 1900-ra már 38 ezer kilométeres hálózat épült ki Indiában. A nemzeti vasúttársaság az Indian Railways (IR).

## Nyomtáv
Az indiai vasutakon több nyomtáv is elterjedt: 1676, 1000, 762 és 609 mm. A leggyakoribb a széles nyomtáv, ami 1676 mm. Jelentős még az 1000 mm-es nyomtávolság is, amit azonban igyekszenek felszámolni és 1676 mm-esre átalakítani. Keskeny nyomtávú vonalak csak egyes hegyi vonalakon találhatók.

## Hálózat
A közel 3,3 millió km² területű országot ma 63 974 km vasútvonal hálózza be. Ebből 54 257 km széles nyomtávú (1676 mm), 7180 km méteres (1000 mm) és 2537 km keskeny (762 és 610 mm) nyomtávú. A hálózaton csaknem 6900 állomás, megállóhely található.

## Vasúti osztályok
- 1AC (légkondicionált 1st class) - légkondicionált, első osztály: 2 vagy 4 hely, zárható ajtó, étkezés
- 2AC (légkondicionált 2-tier) - légkondicionált, másodosztály: 4 x 2 hely + 2 külön, a hálóhely üléssé alakítható, függöny
- 3AC (légkondicionált 3-tier) - légkondicionált, harmad osztály: 6 x 3 hely, nincs függöny
- AC executive chair - kényelmes, állítható támlájú székek, sok hely (főleg a Satabdi expresszen található)
- AC chair - hasonló az előzőhöz, de az ülések kevésbé díszesek
- sleeper class - hálókocsi, helyek 3-asával (nappal jó kilátást biztosít)
- unreserved 2nd class - helyfoglalás nélküli, másodosztály, fa vagy műanyag ülések, legolcsóbb ár

Helyfoglalás csak a legalacsonyabb osztályon nem lehetséges, ezek a kocsik a legzsúfoltabbak. Az összes többi osztályon a helyfoglalás kötelező, amit akár 90 nappal az utazás előtt, interneten is meg lehet tenni. Nem mindegyik osztály létezik minden vonaton.

## Járművek

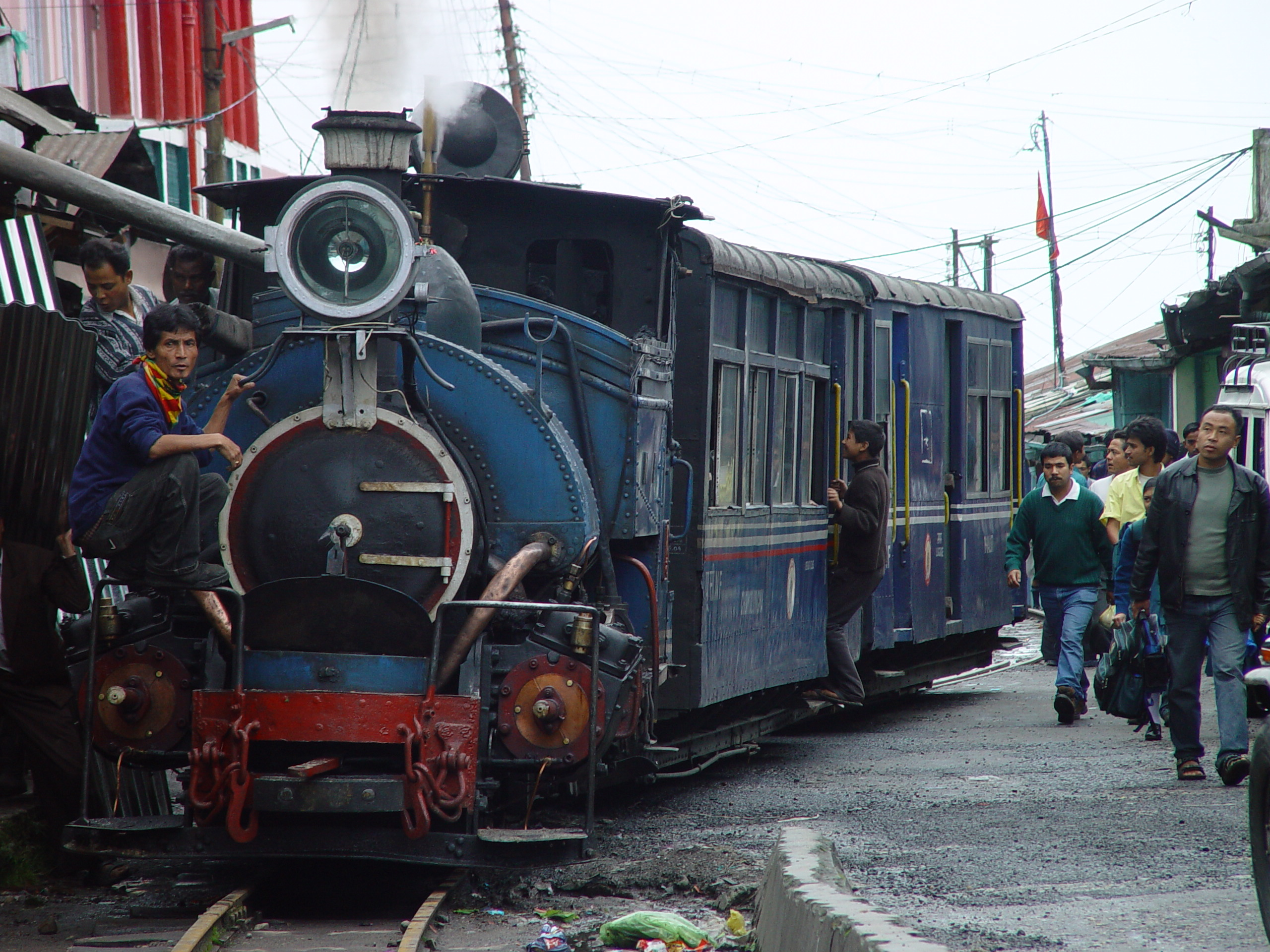
A kevés megmaradt gőzmozdony egyike a Himalájában

A hatalmas vasúthálózaton óriási járműflotta közlekedik.
| Év   | Gőz    | Dízel | Villamos | Összesen |
| ---- | ------ | ----- | -------- | -------- |
| 1950 | 8120   | 17    | 72       | 8209     |
| 1960 | 10 312 | 181   | 131      | 10 624   |
| 1970 | 9387   | 1169  | 602      | 11 158   |
| 1980 | 7469   | 2403  | 1032     | 10 908   |
| 1990 | 2915   | 3759  | 1743     | 8417     |
| 1999 | 58     | 4586  | 2785     | 7429     |

Az Indiai vasút hosszútávú terve a Vision 2020

## Vasúti kapcsolata más országokkal
- - Kína - nincs
- - Pakisztán - van
- - Nepál - van, eltérő nyomtávok: 762 mm / 1676 mm, 1000 mm